# 471 av. J.-C.
Cette page concerne l'année 471 av. J.-C. du calendrier julien proleptique.

## Événements
- 22 août : à Rome, début du consulat de Appius Claudius Crassinus (In)regillensis Sabinus et Titus Quinctius Capitolinus Barbatus[1].
  - Volero, tribun de la plèbe, propose une loi établissant que les magistrats de la plèbe seraient élus par des comices tributes. Les « Concilia plebis » sont réorganisés sur la base des tribus : l’assemblée de la plèbe élit ses tribuns[2]. Cette institution n’est pas reconnue par le patriciat comme une magistrature publique et officielle de la cité.
  - Avec la chute de la royauté, la plèbe a perdu, en la personne du roi, son patron naturel et son défenseur contre le patriciat. La constitution de 509 av. J.-C. réduit à peu de choses les privilèges politiques et sociaux des plébéiens, qui sont en revanche sollicités pour participer de plus en plus aux charges militaires et financières du fait de la situation extérieure et de la diminution numérique du patriciat. Les guerres incessantes déciment la classe agricole, ruinent les petits propriétaires plébéiens en les empêchant de cultiver leurs terres et les contraignant à s’endetter. Le taux de l’intérêt est élevé et la législation pour dettes très dure. La terre et la personne du débiteur servent de gages : le débiteur insolvable peut être vendu comme esclave. Le mécontentement monte rapidement au sein de la plèbe à la veille de la révolution de 509.

- À la mort de Théron, tyran d’Agrigente, son fils Thrasydaios, battu par Hiéron de Syracuse, est chassé par les citoyens d’Agrigente[3] qui établissent un régime ploutocratique, dirigé par une assemblée des Mille (471/468 av. J.-C.). Les troubles à Agrigente permettent à Géla et Himère de se libérer de la tyrannie (471–461 av. J.-C.).
- Praxiergos, archonte d'Athènes[4].
- Date probable de l'ostracisme de Thémistocle, qui se réfugie à  Argos, puis à Magnésie auprès du roi perse  Artaxerxès Ier[5]. Le conseil aristocratique de l’Aréopage accroît son pouvoir à Athènes.

- Premiers documents relatant le châtiment de la décimation à Rome[1].
- Les Perses et Prométhée enchaîné, tragédies d’Eschyle, sont jouées à Syracuse[6].

## Naissances en -471
- Hannibal de Giscon
- Thucydide